# 133861 Debrawilmer
133861 Debrawilmer è un asteroide della fascia principale. Scoperto nel 2004, presenta un'orbita caratterizzata da un semiasse maggiore pari a 3,2034845 UA e da un'eccentricità di 0,1167940, inclinata di 16,68184° rispetto all'eclittica.